# Citroën Metropolis
Сitroën Metropolis — концептуальный лимузин с гибридной силовой установкой совокупной мощностью 460 л. с. Двигатель автомобиля — двухлитровый V6 мощностью 272 л. с. Перед премьерой в Шанхае французская компания обнародовала ещё несколько фотографий автомобиля.